# Murad Artin
Murad Artin, född 6 januari 1960 i Irak, är en svensk politiker (vänsterpartist). Han var ordinarie riksdagsledamot 1998–2002, invald för Örebro läns valkrets. Han var partistyrelseledamot i Vänsterpartiet 2004–2008, samt ledamot av partiets verkställande utskott 2004–2006. Artin var kommunalråd i Örebro kommun för Vänsterpartiet 2003–2018.

## Biografi
Artin är född i Irak med armeniskt ursprung och var där politiskt aktiv fram till 1980 då han lämnade landet. Som flykting kom han till Sverige 1984..
Artin kandiderade till riksdagen i valet 1998 och blev ersättare. Han utsågs till ny ordinarie riksdagsledamot från och med 5 oktober 1998 sedan Elise Norberg avsagt sig sitt uppdrag som ledamot, och var sedan riksdagsledamot fram till valet 2002.
I riksdagen var han ledamot i utrikesutskottet 1998–2002. Han var även suppleant i sammansatta utrikes- och försvarsutskottet och riksdagens delegation till Interparlamentariska unionen.
Han var den första riksdagsledamoten att ställa en skriftlig fråga till dåvarande utrikesminister Anna Lindh om den fängslade journalisten Dawit Isaak i Eritrea.
Han har i politiken varit aktivt engagerad beträffande det Armeniska folkmordet i dåvarande Osmanska riket 1915 och var initiativtagare till att i Örebro bygga Sveriges första minnesmonument för folkmordet.. 